# Roland Imhoff
Roland Imhoff (* 1977 in Bonn) ist ein deutscher Psychologe und Professor für Sozial- und Rechtspsychologie an der Johannes Gutenberg-Universität Mainz.

## Leben
Er studierte Psychologie an der Rheinischen Friedrich-Wilhelms Universität Bonn, wo er anschließend auch promovierte und bis 2012 lehrte. Anschließend war er Juniorprofessor für Sozialpsychologie: Social Cognition an der Universität zu Köln. Seit Oktober 2015 ist er Inhaber der Professur für Sozial- und Rechtspsychologie an der Johannes Gutenberg-Universität Mainz. Zudem war er von Januar 2018 bis Dezember 2020 Herausgeber des European Journal of Social Psychology und seit 2017 Associate Editor bei der Zeitschrift Archives of  Sexual Behavior.

## Forschung
In seiner Forschung befasst sich Roland Imhoff vorrangig mit Stereotypen, Vorurteilen, Verschwörungstheorien, Repräsentationen von Geschichte, automatischen Prozessen von Sexualpräferenzen und impliziten sozialen Kognitionen.

## Veröffentlichungen (Auswahl)
- R. Imhoff, P. Barker, A. F. Schmidt: To what extent do erotic images elicit visuospatial vs. cognitive attentional processes? Consistent support for a (non-spatial) Sexual Content Induced Delay. In: Archives of Sexual Behavior. Band 49, 2020, S. 531–550.
- R. Imhoff, A. Koch: How orthogonal are the Big Two of social perception? On the curvilinear relation between agency and communion. In: Perspectives in Psychological Science. Band 12, 2017, S. 122–137.
- R. Imhoff, A. F. Schmidt, S. Weiß, A. W. Young, R. Banse: Vicarious Viewing Time: Prolonged response latencies for sexually attractive targets as a function of task- or stimulus-specific processing. In: Archives of Sexual Behavior. Band 41, 2012, S. 1389–1401.
- R. Imhoff, A. F. Schmidt, U. Nordsiek, C. Luzar, A. W. Young, R. Banse: Viewing Time revisited: Prolonged response latencies for sexually attractive targets under restricted conditions. In: Archives of Sexual Behavior. Band 39, 2010, S. 1275–1288.
- R. Imhoff: The Dynamics of Collective Guilt Three Generations after the Holocaust: Young Germans’ Emotional Experiences in Response to the Nazi Past. Kovac, Hamburg 2010, ISBN 978-3-8300-5289-0.
- R. Imhoff: Attraktivität von Minderheitenmeinungen. VDM, Saarbrücken 2006, ISBN 3-86550-853-7.